# Австралийски тимелии
Австралийските тимелии (Pomatostomus) са род птици от разред Врабчоподобни (Passeriformes), единствен в семейство Pomatostomidae.
Включва 5 вида средноголеми птици, разпространени в Австралия и Нова Гвинея. Размерите им варират между 17 и 27 сантиметра дължина и 30 и 85 грама маса. Всеядни са и живеят на групи, наброяващи до 20 индивида.

## Видове
Семейство Pomatostomidae – Австралийски тимелии
- Род Pomatostomus – Австралийски тимелии
  - Pomatostomus halli
  - Pomatostomus isidorei
  - Pomatostomus ruficeps – Кафявотеменна австралийска тимелия
  - Pomatostomus superciliosus
  - Pomatostomus temporalis